# Bazylika św. Agnieszki za Murami
Bazylika św. Agnieszki za Murami (wł. Basilica di Sant'Agnese fuori le mura) – rzymskokatolicki kościół tytularny w Rzymie.
Świątynia ta jest kościołem parafialnym oraz kościołem tytularnym, mającym również rangę bazyliki mniejszej.

## Lokalizacja
Kościół znajduje się w XVII dzielnicy Rzymu – Trieste (Q XVII) przy Via Nomentana 364.

## Patronka
Patronką świątyni jest św. Agnieszka – dziewica, która poniosła śmierć męczeńską za wiarę chrześcijańską w IV wieku. Św. Agnieszka jest wymieniana w pierwszej modlitwie eucharystycznej.

## Historia
Obecny kościół zbudowano w VII w. na polecenie papieża Honoriusza I w miejsce zniszczonej bazyliki z czasów Konstantyna Wielkiego (IV wiek). Bazylika znajduje się nad grobem św. Agnieszki.
Bazylikę wzbogacali papieże Hadrian I i Leon III. W 1479 kardynał Giuliano della Rovere (późniejszy papież Juliusz II) zbudował wieże. Prace konserwatorskie przeprowadzone w XVII w. zainicjował kardynał Alessandro Ottaviano de' Medici (późniejszy papież Leon XI). W dniu 14 czerwca 1615 relikwie św. Agnieszki oraz innych męczenników złożono pod ołtarzem głównym w srebrnym relikwiarzu ofiarowanym przez papieża Pawła V. Wtedy też powstało zadaszenie nad ołtarzem.
W 1112 r. papież Paschalis II osadził w klasztorze przy bazylice benedyktynki, natomiast w 1479 r. Sykstus IV zamknął ten żeński klasztor, a w ich miejsce osadził ambrozjanów. Z kolei w 1489 r. Z kolei Innocenty VIII zastąpił ich kanonikami regularnymi laterańskimi, którzy przebywają tam do czasów obecnych. W 1708 r. bazylika stała się kościołem parafialnym, opiekę nad parafią powierzono kanonikom laterańskim.

## Architektura i sztuka
Kościół ma trzy nawy z trzema kaplicami w każdej z nich. 
Ołtarz główny pochodzi z czasów papieża Pawła V. Umieszczone są w nim m.in. relikwie św. Agnieszki i św. Emerencjany. Baldachim nad ołtarzem głównym pochodzi z 1614 r., jednak podtrzymujące go cztery porfirowe kolumny pochodzą z czasów starożytnych. Tron biskupi stojący za ołtarzem pochodzi prawdopodobnie z VII wieku. Najstarszym przedmiotem w świątyni jest świecznik paschalny datowany na II wiek.
Nad tabernakulum znajduje się figura św. Agnieszki, wykonana przez Nicolasa Cordiera. Wykorzystał on starożytny alabastrowy korpus, który uzupełnił elementami z brązu (głowa i kończyny).
Strop kasetonowy pochodzi z roku 1606, jest bogato rzeźbiony, pośrodku wizerunek św. Agnieszki, oprócz niej św. Cecylii i Konstantyny, jednak malowania i złocenia są XIX-wieczne.
W absydzie znajduje się najcenniejsze i najstarsze dzieło w bazylice – mozaika przedstawiająca św. Agnieszkę oraz papieży św. Symmachusa i Honoriusza I. Powstała ona pomiędzy 625 a 638. Jest przykładem wpływów bizantyjskich.
W prawej nawie znajdują są kaplice: św. Augustyna, świętych Szczepana (Stefana) i Wawrzyńca oraz świętej Emerencjany. W środkowej kaplicy można podziwiać marmurowe rzeźby ze szkoły Andrea Bregno (XV w.) przedstawiające dwóch świętych Szczepana i Wawrzyńca, a także marmurową głowę Chrystusa, uważaną za XVII-wieczną kopię zaginionego dzieła Michała Anioła.
Kaplice lewej nawy: Bractwa Najświętszego Serca Pana Jezusa, Matki Bożej Pompejańskiej, i Pobożnego Związku Córek Maryi. W centralnej kaplicy można zobaczyć freski z XV wieku, a po bokach dwa freski Giuseppiego Chiari.
Pod bazyliką znajdują się katakumby ponownie odkryte przypadkowo w latach 1865–1866 i odkopywane od 1869. Łączna długość ich korytarzy wynosi 5 km.

## Obchody
W święto patronki 21 stycznia w bazylice są błogosławione dwa jagnięta, wełna z których posłuży do wykonania paliuszy.

## Kardynałowie prezbiterzy
Bazylika świętej Agnieszki za Murami jest jednym z kościołów tytularnych nadawanych kardynałom-prezbiterom (Titulus Sanctae Agnetis extra moenia). Tytuł ten ustanowił papież Innocenty X w dniu 5 października 1654. 

Obecnie kardynałem prezbiterem św. Agnieszki za Murami jest Camillo Ruini emerytowany wikariusz generalny Rzymu.

- Baccio Aldobrandini (1654–1658)
- Girolamo Farnese (1658–1668)
- Vitaliano Visconti (1669–1671)
- Federico Borromeo (1672–1673)
- vacat (1673–1690)
- Toussaint de Forbin Janson (1690–1693)
- Giambattista Spinola (1696–1698)
- vacat (1698–1706)
- Rannuzio Pallavicino (1706–1712)
- vacat (1712–1721)
- Giorgio Spinola (1721–1734)
- Serafino Cenci (1735–1740)
- Filippo Maria Monti (1743–1747)
- Frédéric-Jérôme de La Rochefoucauld (1747–1757)
- Etienne-René Potier de Gesvres (1758–1774)
- vacat (1774–1778)
- Luigi Valenti Gonzaga (1778–1790)
- vacat (1790–1802)
- Giuseppe Spina (1802–1820)
- Dionisio Bardaxí y Azara (1822–1826)
- Ignazio Nasalli-Ratti (1827–1831)
- Filippo Giudice Caracciolo Orat (1833–1844)
- Hugues-Robert-Jean-Charles de La Tour d’Auvergne-Lauraguais (1846–1851)
- Girolamo d’Andrea (1852–1860); (in commendam 1860–1868)
- Lorenzo Barili (1868–1875)
- Pietro Gianelli (1875–1881)
- Charles Lavigerie (1882–1892)
- Georg Kopp (1893–1914)
- Károly Hornig (1914–1917)
- Adolf Bertram (1919–1945)
- Samuel Stritch (1946–1958)
- Carlo Confalonieri (1958–1972)
- Louis-Jean Guyot (1973–1988)
- Camillo Ruini (1991–nadal)